# 突堤碼頭

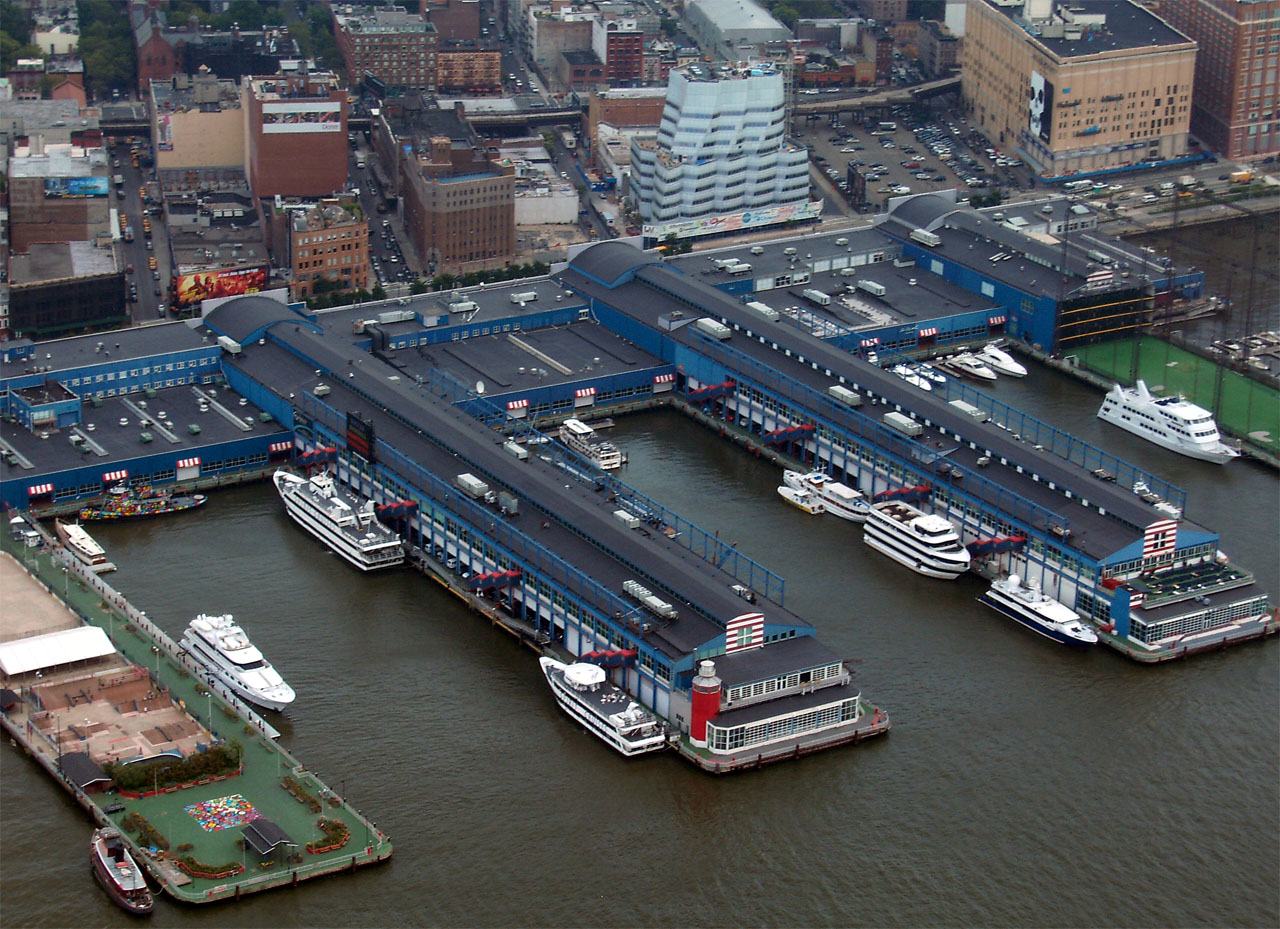
切爾西碼頭，位於曼哈頓的西邊，伸到哈德遜河

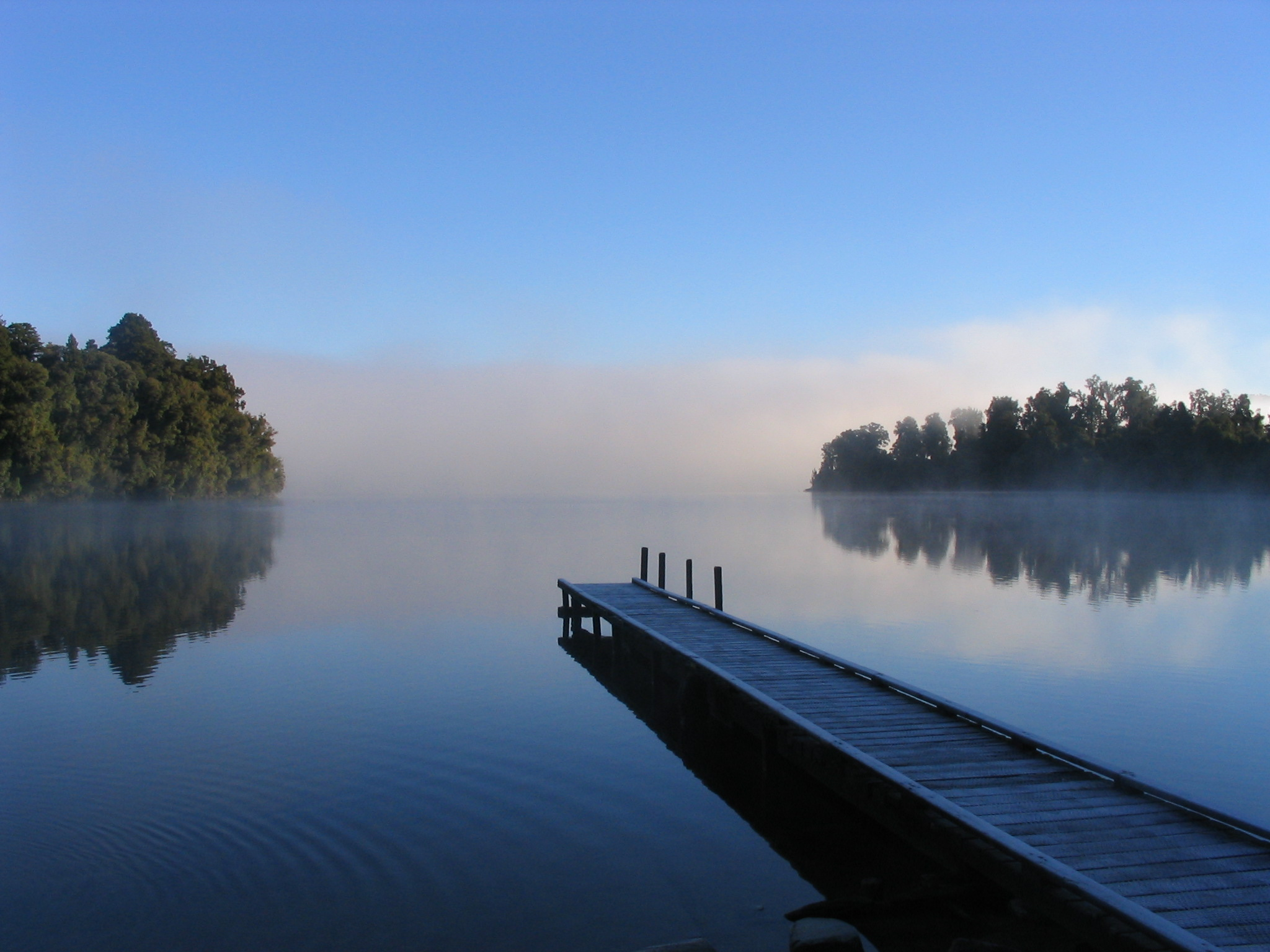
紐西蘭的梅普里卡湖上的突堤碼頭

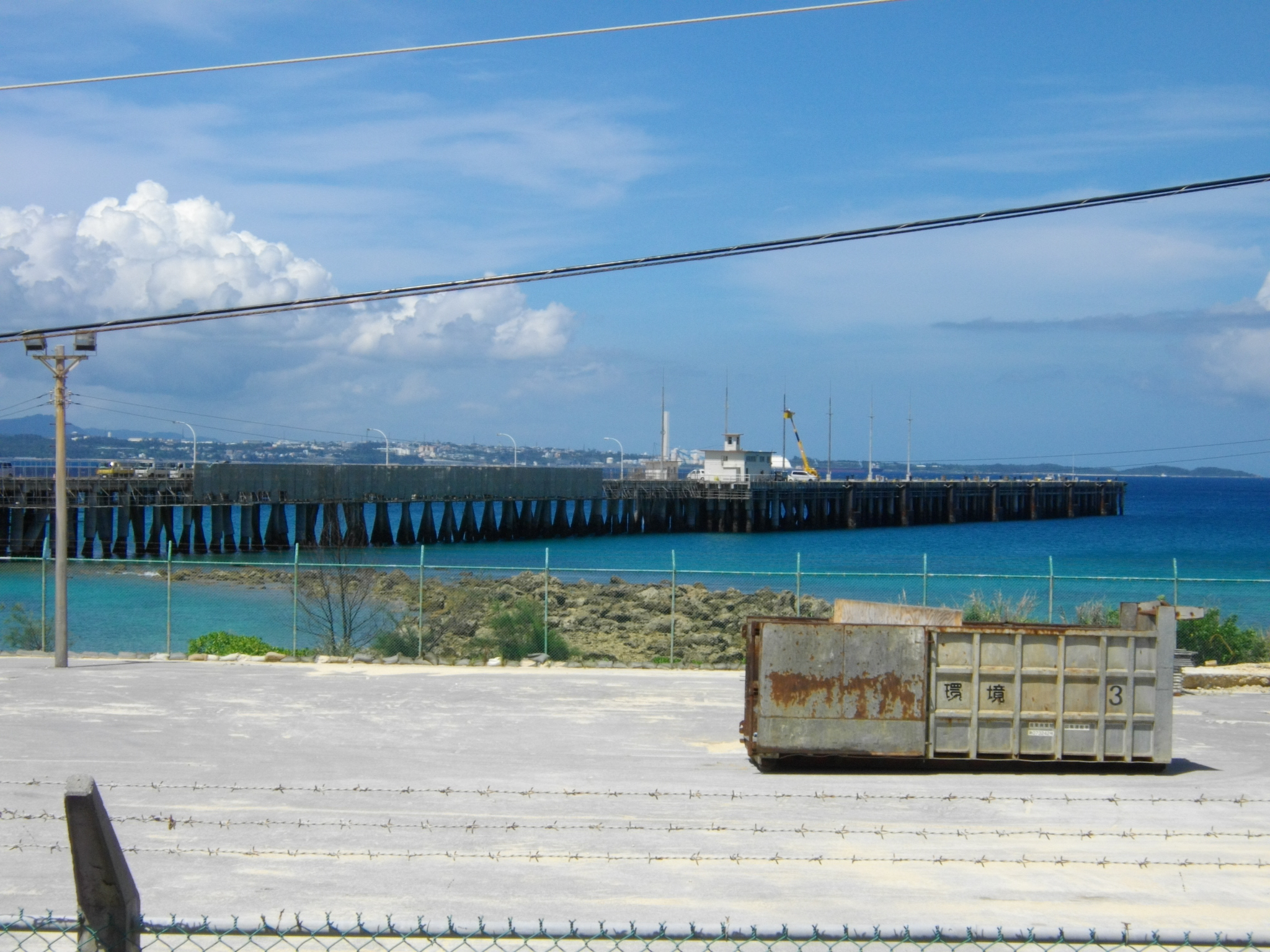
駐日美軍設在日本沖繩縣宇流麻市的天願棧橋

突堤碼頭是一種具有碼頭功能的橋狀建築，由岸邊伸出海面，通常建於靠近海岸或河岸的鐵路站、港口、礦場或工廠，可用木材、石材或鋼材建構而成。

## 例子
- 青岛栈桥
- 香港龍津石橋
- 日本沖繩天願棧橋（日语：天願桟橋）